# 557
557 (DLVII) var ett normalår som började en måndag i den julianska kalendern.

## Händelser

### December
- 14 december – En jordbävning i Istanbul orsakar sprickor i en kupol på Hagia Sofia.

### Okänt datum
- Den nordliga Zhoudynastin inleds i norra Kina, med Zhou Xiao Min Di som första härskare.

## Födda
- Dushun
- Gao Wei
- Ouyang Xun

## Avlidna
- Helgonet Cyriacus Anakoreten
- Kejsaren Gong av västra Wei, den sista kejsaren av västra Wei
- Kejsaren Xiaomin av norra Zhou